# Linda Preuß
Linda Preuß (* 30. Mai 1998) ist eine deutsche Fußballspielerin. Seit 2024 spielt sie für die erste Mannschaft des FSV Gütersloh 2009.

## Karriere

### Vereine
Preuß spielte in ihrer Jugend zuletzt für die B-Jugendmannschaft des FF USV Jena in der B-Juniorinnen-Bundesliga in der sie von 2012 bis 2015 41 Punktspiele in der Staffel Nord/Nordost bestritt und 24 Tore erzielte.
Noch als B-Jugendspielerin kam sie am 7. Juni 2015 (22. Spieltag) bei der 0:2-Niederlage im Auswärtsspiel gegen die Frauenfußballabteilung des Halleschen FC in der drittklassigen Regionalliga Nordost für die zweite Mannschaft des FF USV Jena zu ihrem Seniorinnendebüt.
Zur Saison 2015/16 rückte sie in den Kader der ersten Mannschaft auf, für die sie bis zum Saisonende 2017/18 in 57 Drittligaspielen eingesetzt wurde und 17 Tore erzielte.
Zur Saison 2018/19 vom Zweitligisten SV Meppen verpflichtet, gab sie ihr Pflichtspieldebüt für die Mannschaft beim 2:0-Erstrundensieg im DFB-Pokalwettbewerb beim Drittligisten Borussia Bocholt. Ihr Zweitligadebüt folgte sechs Tage später zum Saisonauftakt bei der 1:2-Niederlage im Heimspiel gegen den 1. FC Köln. Ihr erstes von fünf Saisontoren in 22 Punktspielen gelang ihr am 23. September 2018 (4. Spieltag) beim 5:0-Sieg im Auswärtsspiel gegen den FSV Hessen Wetzlar mit dem Treffer zum 3:0 in der 55. Minute. In der Folgesaison erzielte sie drei Tore in 14 Punktspielen und stieg mit ihrer Mannschaft auf Platz 4 dennoch in die Bundesliga auf, da die Zweitvertretungen vom VfL Wolfsburg und der TSG 1899 Hoffenheim auf Platz 2 und 3 dieser nicht möglich war, da bereits die jeweiligen ersten Mannschaften in der höheren Spielklasse vertreten waren. Nach 21 von 22 Bundesligaspielen, in denen sie ein Tor erzielte, kehrte sie mit ihrer Mannschaft in einem Teilnehmerfeld von 18 Mannschaften auf Platz 17 in die 2. Bundesliga zurück, aus der sie am Saisonende als Meister in die Bundesliga zurückkehrte.
Im Januar 2024 lösten Preuß und der SV Meppen im beidseitigen Einverständnis den laufenden Vertrag auf. Preuß wechselte dann zum Ligakonkurrenten FSV Gütersloh 2009.

### Auswahlmannschaft
Preuß kam als Spielerin der U18-Auswahlmannschaft des Thüringer Fußball-Verbandes vom 1. bis 4. Oktober 2015 in vier Turnierspielen um den DFB-Länderpokal an der Sportschule Wedau in Duisburg zum Einsatz und erzielte zwei Tore.

## Erfolge
- Zweimaliger Aufstieg in die Bundesliga
  - als Vierter (2020) und Meister (2022) der 2. Bundesliga

## Sonstiges
Preuß begann mit dem Wintersemester 2018/19 an der Westfälische Wilhelms-Universität Münster ein Studium im Fachbereich Philologie und im Fachbereich Psychologie und Sportwissenschaft.